# Alice Nahon
Alice Nahon, née le 16 août 1896 à Anvers ; morte dans la même ville le 21 mai 1933 , était une poétesse belge flamande.

## Œuvres
- 1920 : Vondelingskens
- 1921 : Op zachte vooizekens
- 1926 : Vondelingskens et Op zachte vooizekens'
- 1928 : Schaduw
- 1932 : Alice Nahon en haar gedichten
- 1936 : Maart-April
- 1970 : Bloemen van 't veld (anthologie faite par Karel Jonckheere)
- 1983 : De mooiste gedichten van Alice Nahon